# Lycosa serranoa
Lycosa serranoa là một loài nhện trong họ Lycosidae.
Loài này thuộc chi Lycosa. Lycosa serranoa được Albert Tullgren miêu tả năm 1901.